# Каменьковское
Каменьковское — дистрофное озеро на правом притоке нижнего течения Убли, впадающей в Оскол. Располагается в южной части одноимённого лесного урочища около Южной объездной дороги на границе Центрального и Железнодорожного районов Старого Оскола в Старооскольском городском округе на севере Белгородской области России.
Озеро имеет вытянутую форму, площадью один гектар. Находится на ручье Каменовский в километре к востоку от излучины Оскола, на высоте примерно 122 м над уровнем моря. Протяжённость озерной котловины составляет 430 метров, а ее ширина достигает 60 метров.